# 기원전 98년

## 연호
- 전한(前漢) 천한(天漢) 3년

## 기년
- 전한(前漢) 무제(武帝) 43년

## 사건
한나라가 흉노와의 전쟁 이후에 백등산 전쟁에서 평성의 치를 겪고 흉노와 화친 조약을 맺음